# Tiêu Tác
Tiêu Tác (tiếng Trung: 焦作市) là một địa cấp thị thuộc tỉnh Hà Nam, Cộng hòa Nhân dân Trung Hoa.

## Các đơn vị hành chính
Tiêu tác có các đơn vị cấp huyện sau:

### Khu vực nội thành
Thành phố Tiêu Tác có các quận sau:
- Giải Phóng (解放区)
- Trung Trạm (中站区)
- Mã Thôn (马村区)
- Sơn Dương (山阳区)
- thành phố cấp huyện Thấm Dương (沁阳市)
- thành phố cấp huyện Mạnh Châu (孟州市)

### Các huyện
Tiêu Tác có các huyện sau:
- Tu Vũ (修武县),
- Ôn (温县)
- Vũ Trắc (武陟县),
- Bác Ái (博爱县)